# 교황 레오 13세
교황 레오 13세(라틴어: Leo PP. XIII, 이탈리아어: Papa Leone XIII)는 제256대 교황(재위: 1878년 2월 20일 - 1903년 7월 20일)이다. 본명은 조아키노 빈첸초 라파엘레 루이지 페치(이탈리아어: Gioacchino Vincenzo Raffaele Luigi Pecci)이다. 그는 93세가 될 때까지 교황좌에 머무른 기독교 역사상 최고령의 교황이자 역대 교황들인 베드로와 비오 9세 그리고 후임 교황인 요한 바오로 2세에 더불어 재위기간이 네 번째로 길었던 교황이다.
그는 주지주의적인 교황으로 유명하며, 가톨릭교회의 가르침을 현대적 사고와 연계하여 정의를 내리려고 여러 가지 시도를 하면서 사회에 대한 가르침을 발전시켰다. 특히 1891년 공표된 그의 사회 회칙 《새로운 사태》(Rerum Novarum)는 노동 운동 진영이 처음으로 교황 제도에 대해 경외심을 갖게 해주었다. 레오 13세는 이 회칙에서 교회는 결코 귀족과 착취 계급의 동맹이 아니며 노동자의 적법한 요구를 지지한다는 사실을 명확히 했다. 이같은 움직임은 전 세계에서 가톨릭 액션으로 이어졌다.
레오 13세는 또한 마리아론을 한층 발전시켰으며, 묵주기도와 스카풀라 착용을 장려하였다.
프리메이슨에 대해서는 악마의 활동이라며 공식적으로 비난하였다.

## 생애 초기
1810년 3월 2일 이탈리아 중부 로마 인근의 카르피네로마노에서 루도비코 페치 백작과 그의 아내 안나 프로스페리 부치 백작부인 사이에서 일곱 자녀 가운데 여섯째 아들로 태어났다. 1810년부터 1818년까지 빈첸초 조아키노 라파엘레 루이지 페치는 가톨릭 신앙을 갖고 있는 것을 은총으로 여기며 감사해하는 가족들과 함께 집에서 지냈다. 그러다가 형 주세페 페치와 함께 비테르보에 있는 예수회 학교에 들어가 1824년까지 머물며 공부하였다. 그는 11세 때 라틴어로 시를 지를 정도로 라틴어를 공부하는 것에 대해 애착을 보였다.
1824년 그와 형은 모친이 임종하기 직전이라는 소식을 듣고 로마로 갔다. 부친인 페치 백작은 아내가 죽은 이후 아이들이 자신의 곁에 계속 머물러 주기를 원했기 때문에 형제는 부친과 함께 로마에 머물면서 예수회가 세운 그레고리오 대학교에 편입하였다. 1828년 주세페 페치는 예수회에 입회하였으며, 비테르보 교구의 재속 성직자가 되었다.
빈첸초 페치는 교회귀족학원에 들어가 주로 외교와 법을 공부하였다. 1834년 그는 여러 명의 추기경이 참석한 자리에서 역대 교황의 판결문들에 관한 자신의 연구 논문을 발표하였다. 이 일로 그는 우수 학생으로 선정되어 표창을 받았으며 바티칸 당국자들로부터 큰 관심을 받게 되었다. 당시 교황청 국무원장이었던 루이지 람브루스키니 추기경은 교황 그레고리오 16세에게 빈첸초 페치를 소개해주었다. 빈첸초 페치는 1837년 12월 31일 사제 서품을 받았다. 사제가 된 베치는 형 주세페와 함께 첫 미사를 집전하였다. 1836년에 그는 신학과 시민법, 교회법 분야에서 박사학위를 받았다.

## 지방 행정관
얼마 후, 교황 그레고리오 16세는 페치 신부를 베네벤토의 교황 특사(지방 행정관)로 임명하였다. 교황령의 지방 가운데 가장 작은 지방인 베네벤토의 주민 수는 대략 20,000명이었다.
베네벤토에 부임한 페치는 쇠퇴하는 지역 경제와 곳곳에 퍼진 도적들과 그로 인한 주민들의 불안감 그리고 귀족 가문들과 내통하는 광범위한 마피아 조직 등 각종 문제에 직면하였다. 페치는 특단의 조치로 베네벤토에서 가장 강력한 권력을 행사하는 귀족을 체포하였다. 즉시 그의 군대는 다른 귀족들도 모두 체포하였으며, 이 과정에서 저항한 자들은 사살당하고 투항한 자들은 교도소에 투옥되었다. 공공질서를 회복한 페치 신부는 경제로 눈을 돌려 이웃 지방과의 무역을 촉진하기 위해 조세 제도를 개혁하였다.
조세개혁을 완수하자 교황 그레고리오 16세는 페치 신부를 인구 10만 명의 스폴레토와 인구 20만 명의 페루자의 지방 행정관으로 임명하였다. 그가 당면한 걱정거리는 같은 해에 교황의 방문을 준비하는 것이었다. 교황은 며칠 동안 병원과 교육시설 등을 방문하면서 조언과 격려를 하고 문답을 나누기로 계획되어 있었다. 페루자에서 페치 신부는 부정부패와의 끈질긴 싸움을 하였다. 한 예로 어떤 제과점에서 제시된 무게보다 적은 중량으로 빵을 팔고 있다는 민원이 들어오자 페치 신부는 직접 그곳으로 가서 모든 빵의 무게를 일일이 측정하고, 만약 중량 미량일 경우 그 가게의 빵을 모조리 압수하였다. 몰수한 빵들은 빈민들에게 무료로 나누어 주었다.

## 주벨기에 교황대사
1843년 페치 신부는 겨우 34세의 젊은 나이에 벨기에 주재 교황대사로 임명되었다. 당시 교황대사 자리는 임기가 끝나면 자동으로 추기경이 되는 것이 거의 확실시되는 자리였다.
1843년 4월 27일 교황 그레고리오 16세는 페치를 다미에타의 대주교로 임명하고 국무성성 장관 람브루스키니 추기경을 시켜 그의 주교 서품식을 거행하도록 하였다. 페치는 벨기에 왕실 가족과 좋은 관계를 유지하였으며, 벨기에와 인접한 독일에도 관심을 가져 자주 방문하곤 하였다. 특히 그는 독일에서 쾰른 대성당의 건축을 다시 시작하고 있는 것에 관심을 보였다.
페치 대주교의 제안에 따라 1844년 로마에 벨기에 대학교가 세워졌으며, 100년 후인 1946년 교황 요한 바오로 2세는 이곳 벨기에 대학교에서 공부하였다. 페치 대주교는 또한 니콜라스 와이즈먼 추기경과 함께 영국에서 몇 주를 보내면서, 영국 내 가톨릭교회의 상황을 면밀하게 살펴보았다.
한편 벨기에에서는 학교마다 신학과 사회 문제를 놓고 다수파인 가톨릭과 소수파인 진보 세력 간에 격렬한 토론이 이어지고 있었다. 페치는 가톨릭 학교들을 위해 강력하게 맞서 싸울 것을 권장하였다. 이로 인해 왕실로부터 호감을 샀는데, 독실한 가톨릭 신자였던 루이즈마리 왕비뿐만이 아니라, 엄청나게 진보적인 견해를 갖고 있었던 레오폴 1세 국왕로부터도 호의를 받았다. 새 교황대사는 가톨릭 신자들과의 연대에 성공하였다.

## 페루자 대교구장

### 교황의 보좌
1843년 페치는 교황의 보좌로 지명되었다. 그는 1846년부터 1877년까지 페루자의 교구장을 지내면서 대중적으로 널리 알려지고 성공한 교구장이라는 평가를 받았다. 1847년 교황 비오 9세는 그간 엄격한 통제를 받아왔던 언론매체에 대해 무한한 자유를 부여함으로써 매우 큰 환영을 받았다. 그 다음해인 1848년 혁명 운동이 프랑스와 독일, 이탈리아 등 서유럽 전체로 확산되기 시작했다.
페치는 본래 교구장으로 착좌한 첫 해부터 대중으로부터 명성을 얻고 있었던 인물이었지만, 이제는 혁명의 물결이 이탈리아 전체를 덮치면서 여론의 공격 대상으로 전락하였다. 교황령의 총리인 로시는 살해당했으며, 교황 비오 9세는 로마를 떠나 가에타로 피신해야 했다. 그 후 몇 달에 걸쳐 오스트리아와 프랑스, 스페인에서 온 지원군이 반란군을 진압함으로써 이탈리아 혁명 운동이 다소 누그러졌지만, 페치와 가톨릭교회는 혁명 이전과 같은 인기를 다시는 누리지 못하는 뼈아픈 대가를 치르게 되었다.

### 관구 공의회
페치는 관구 내의 종교적 생활 방식을 개선하기 위한 목적으로 관구 공의회를 소집하였다. 그는 미래의 사제가 될 인재를 양성하기 위해 신학교를 세우는 일에 열정을 쏟았으며, 더불어 학식 있는 새로운 교수들, 특히 토마스주의를 주창하는 학자들을 임용하는데 중점을 두었다. 그는 저명한 토마스주의 학자이자 자신의 형인 주세페 페치에게 로마의 교수직을 사임하고 대신에 페루자에서 교수일을 해줄 것을 요청하였다. 그가 머무는 관사는 신학교 바로 옆에 자리 잡고 있었는데, 신학교에서는 학생들이 신학교의 실질적인 학장인 대교구장 페치와 언제라도 만남을 가질 수 있도록 주선해 주었다.

### 자선 활동
페치는 가톨릭 자선사업에서 크게 두드러진 활동을 하였는데, 그는 집없는 소년 소녀들과 성인 여성들을 위한 주택을 공급해주었다. 그는 자신의 교구 관할 지역에 몬테 데 피에타 은행의 지점들을 개점한 다음 저소득층에 초점을 맞추고 낮은 이율로 대출해 주었다. 또한 무료 급식소들을 세우고 카푸친회에 운영을 맡겼다. 1853년 12월 19일 페치 대주교는 산 크리소고노 성당의 사제급 추기경에 서임되었다. 계속되는 지진과 홍수로 인해 큰 피해가 발생하자 페치 추기경은 희생자들을 위해 모든 재원을 풀었다. 당시 사람들의 관심은 거의 대부분 교황령과 이탈리아 민족주의 사이의 충돌 양상이었는데, 결국 교황령이 소멸되면서 이탈리아의 통일이 달성되었다.

### 교황권 옹호
페치 추기경은 이탈리아의 반(反)교회 정책에 맞서 교황권을 강력하게 옹호하였다. 이탈리아 당국이 가톨릭교회의 수도원과 수녀원을 강제로 탈취하여 행정실과 군사 본부 등 공공건물로 용도를 변경하자 페치 추기경은 강하게 성토하였으나 이성을 잃지 않고 절제 있게 행동하였다. 이탈리아 정부가 가톨릭 학교들을 몰수하기 시작하자 페치 추기경은 자신이 세운 신학교를 염려하여 세속 학교의 교육과정에 있는 세속 과목들을 몇 개 포함시키고 비(非)신학생들에게도 학교를 개방하는 조치를 취하였다. 이탈리아 정부는 한발 더 나아가 교회에 세금을 부과하고 새로운 법령을 제정하였는데, 이 법령에 따르면 교황과 모든 주교는 공개적인 발언을 하기 전에 사전에 이탈리아 정부의 승인을 받도록 하는 것이었다.

### 궁무처장
1877년 8월 교황 궁무처장이었던 필리포 데 안젤리스 추기경이 선종하자 교황 비오 9세는 페치 추기경을 새 궁무처장에 임명하였다. 이에 따라 페치 추기경은 로마로 부임하였다. 교황 비오 9세는 1878년 2월 7일에 선종하였으며, 그의 재위 말년에 이탈리아 정부는 장차 있을 추기경단의 새 교황 선거(콘클라베)에 손을 뻗어 바티칸을 점령할 것이라는 가벼운 압력이 종종 넌지시 비추곤 하였다. 그러나 러시아-튀르크 전쟁과 비토리오 에마누엘레 2세 이탈리아 국왕의 서거(1878년 1월 9일) 등의 일로 이탈리아 정부는 자연스럽게 교황 선거에 대한 관심이 떨어졌다. 추기경단의 교황 선거는 평상시대로 진행되었으며, 세 번째 투표에서 페치 추기경이 전체 61표 가운데 44표를 얻으면서 새 교황으로 선출되었다.

## 교황

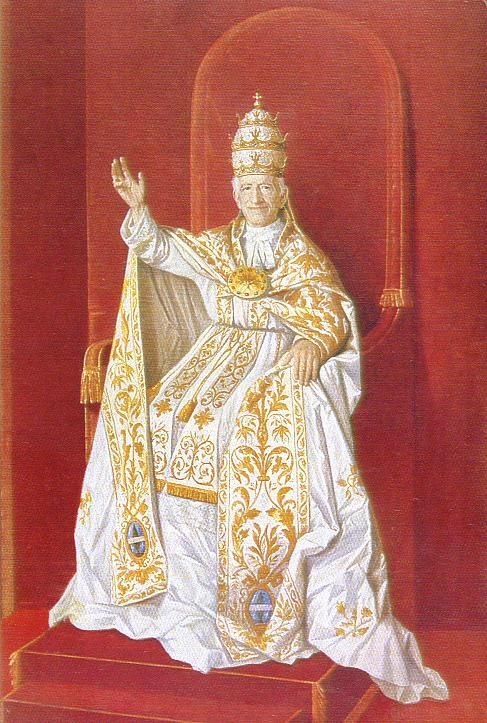
교황관을 쓴 레오 13세.

교황좌에 오른 레오 13세는 곧바로 교회와 현대 세계 사이에 다리를 놓으려고 노력하였다. 학자의 입장에서 그는 과학과 종교는 서로 공존해야 한다는 입장을 갖고 있었으며, 토마스주의에 대한 연구를 활발히 진행시키고, 1881년에는 루드비히 폰 파스토르 등 저명한 교황사를 연구하는 역사학자들 가운데 인가받은 이들의 경우, 자료를 열람할 수 있도록 바티칸 비밀문서고를 특별히 개방하였다. 1893년 성경 주석에 넓은 길을 열어 주었고, 1902년에는 교황청 성서위원회를 설립하였다.
레오 13세는 자신의 음성을 녹음으로 남긴 최초의 교황이다. 그의 녹음된 음성은 알레산드로 모레스키의 노래를 담은 콤팩트 디스크에서 들을 수 있다. 또한 그는 영사기로 촬영된 최초의 교황이기도 하다. 그의 영상은 영사기를 발명한 H. K. 딕슨이 촬영하였다. 교황은 나중에 그 영사기를 축복해 주었다.
혼란스러웠던 비오 9세의 시대가 끝나고, 레오 13세는 망가진 교회의 상태를 다시 예전으로 돌리기 위해 노력하였다. 레오 13세의 지성적이고 외교적인 기량 덕분에 교황령의 몰락으로 떨어질 대로 떨어진 교회의 위신은 상당 부분 되찾을 수가 있었다. 그는 노동자 계층과 교회를 화해시키려고 노력했으며, 특별히 당시 유럽을 휩쓸던 사회 변화에 대처하고자 하였다. 새 경제 질서는 반교회적·친사회주의적 경향의 확대와 더불어 피폐한 노동자 계층의 확대라는 결과를 낳았다. 레오 10세는 이러한 추세를 반전시키는데 큰 공로를 세웠다.
레오 13세는 신학이나 정치 분야에서는 과격한 모습을 보여주지 않았으며, 신앙을 유럽인들의 삶에 주류로 들어가게 함으로써 교회의 권위를 되살려 놓았다. 위대한 외교가로서도 존경을 받았던 그는 러시아, 독일, 프랑스, 영국과 기타 다른 나라와의 관계를 개선하는데 앞장섰다. 레오 13세는 국제 사회에서 교황의 역할이 중요하다는 점을 강조하였다. 1899년 헤이그 평화 협의회에는 이탈리아 정부의 반대로 교황의 초청이 거절되어 로마 문제는 국제적인 도움을 얻지 못하였다.
교황 레오 13세는 1886년 이웃 나라들과 가톨릭 신앙과 교구장 임명에 대한 교회의 권리를 보다 영향력 있게 행사할 수 있는 조건의 몇몇 조약을 체결하는데 성공하였다. 1888년 제5차 콜레라가 창궐하자 그는 바티칸에 의료병동의 건축을 지시하였다. 이 건물은 1966년 성녀 마르타의 집의 건축을 위해 철거되었다.
레오 13세가 가장 좋아한 시인들은 베르길리우스와 단테였다.

## 외교 관계

### 러시아
교황 레오 13세는 재위 첫 해에 러시아 제국 황제 알렉산드르 2세에게 서신을 보냈다. 이 서신에서 교황은 황제에게 그의 나라에는 수백만 명의 가톨릭 신자가 살고 있다는 사실을 상기시키면서, 그들을 존중해줄 것을 조건으로 러시아와 좋은 관계를 맺고 싶다는 뜻을 내비쳤다.
알렉산드르 2세가 암살당한 이후, 레오 13세는 그의 후계자인 알렉산드르 3세의 대관식에 자신의 대리인을 파견하였다. 이에 알렉산드르 3세는 매우 기뻐했으며, 기독교 세계의 단합을 이루자고 말하였다. 더불어 그는 교황에게 가톨릭 주교들이 정치적인 언사를 자제하도록 해줄 것을 요청하였다. 이탈리아를 고려하여 레오 13세가 로마-빈-베를린 동맹으로부터 거리를 두고, 파리와 상트페레트부르크 사이의 친선을 회복시키는데 도움을 주자 바티칸과 러시아 간 관계는 더욱 개선되었다.

### 독일

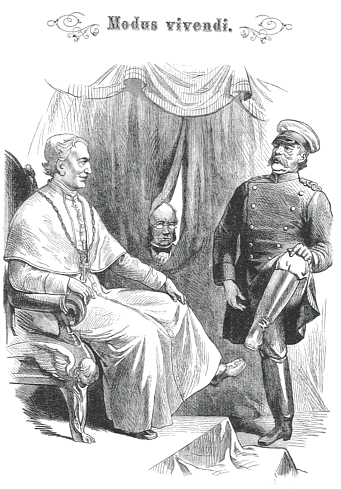
가톨릭교회와 독일 제국 간 다툼을 다룬 빌헬름 숄츠의 풍자화. 교황과 독일 제국 재상은 서로 상대방에게 자신의 신발을 핥으라고 함으로써 복종할 것을 요구하고 있다.

독일 제국에서는 재상 오토 폰 비스마르크가 주도하는 반가톨릭 성향의 문화투쟁이 전개되고 있었다. 레오 13세는 독일에서 가톨릭교회가 거대한 권력에 의해 사회 주변부로 밀려나는 것을 필사적으로 저지하려고 하였다.
비스마르크가 실용주의적인 이유에서 교회와의 다툼이 심해지는 것을 바라지 않는다는 점을 밝히자, 레오 13세는 다소 누그러진 태도로 독일 내 주교들과 가톨릭 정당인 독일 중앙당에 영향력을 행사하며 사태에 개입했다. 분쟁은 상호 양보 하에 완화되었다. 1882년 프로이센의 사절이 다시 교황청에 파견되었다. 국제적인 존경을 받기 위해 노력하던 레오 13세에게는 적어도 부분적인 성공이었다. 독일 제국 전체는 아니지만 적어도 제국을 주도하는 프로이센과 외교관계를 수립함으로써 교회를 더 이상 함부로 다루지 못하도록 한 것이다.
독일 제국에서 다수를 차지하는 가톨릭 신자들과의 싸움을 지속하길 원하지 않았던 비스마르크는 강한 의욕에 차고 지적인 이 교황에게 개인적으로 공감했다. 관용의 제스처로 1885년 비스마르크는 태평양에 있는 캐롤라인 제도를 둘러싼 독일과 스페인의 갈등에서 중재 역할을 교황에게 제안했다. 교황의 현명한 중재 판결로 두 나라의 다툼은 평화적으로 해결되었다. 1888년 10월 12일 독일 황제 빌헬름 2세가 이탈리아 여행 중에 바티칸을 방문한 일은 독일과 교황청의 화해를 결정적으로 확인해 준 사건이었다.

### 이탈리아
그러나 이탈리아 왕국 내 반가톨릭 기류 속에서도 레오 13세는 전임 교황 비오 9세의 대(對)이탈리아 정책의 대부분을 그대로 추진해나갔다. 그는 1881년 7월 13일 반교권주의자들이 선종한 전임 교황 비오 9세의 시신을 탈취하여 테베레 강가에 던져 버리려고 시도했던 사건 이래 교육 영역에서의 박해와 공격 그리고 성당과 수도원에 대한 모독과 강제 몰수 등 이탈리아의 거센 공격으로부터 교회의 자유를 지켜내야만 했다.
또한 로마 문제에 있어서 그는 타협하지 않는 태도로 일관함으로써 이탈리아 정부에 정면으로 도전하였다. ‘바티칸의 포로’를 자처한 그는 이탈리아인 가톨릭 신자들에게 정부가 주도하는 선거에 불참할 것을 요청하는 등 이탈리아와의 모든 타협을 금지하는 한편 교황청의 영토 권리 폐기에 관여하는 이는 모두 파문을 내리겠다고 엄중하게 경고하고 나섰다. 1879년 레오 13세는 교황으로 즉위한 지 처음으로 주최한 추기경회의에서 형인 주세페 페치를 추기경에 임명한다고 발표하였다.
1899년 빅토르 위고, 헨리크 입센 등이 이단자 조르다노 브루노를 기념하여 그가 화형당한 장소인 로마의 캄포 데 피오리 광장 한복판에 그의 동상을 건립하였다. 동상을 만든 조각가 에토레 페라리는 프리메이슨 단원이기도 했다. 당시 여든 살의 고령이었던 레오 13세는 이를 좌시하지 않고 성 베드로 광장에서 금식 기도를 바치며 무언의 저항에 나섰다.

### 프랑스
프랑스에 대하여 레오 13세는 가톨릭 신자들에게 제3공화국을 받아들이게 하였으나 대통령이 사임하자 정부는 다시 가톨릭교회에 대한 투쟁을 개시하였다. 이혼을 법적으로 허락하고 종교 교육을 추방하며 수도회가 운영하던 1만여 개의 학교를 강제로 폐쇄시켰다. 1905년 교회와 국가는 완전히 분리되었다.

### 영국
영어권 국가에서 볼 때, 교황 레오 13세의 가장 두드러진 활동은 1896년 회칙 《사도적 관심》(Apostolicæ Curæ)을 반포해 성공회의 성직자 임명에 대해 성사적 무효성을 공식 선언한 것이다. 더불어 1878년에는 스코틀랜드에 가톨릭교회의 교계제도를 재수립하였다. 1886년에는 영국령 인도에 가톨릭 교계제도를 수립하였다.

## 신학
교황 레오 13세는 재위기간 중에서 초창기 8년 동안 제1차 바티칸 공의회(1869-1870)로부터 신학적 영향을 받았다. 레오 13세는 생전에 발표한 46개의 교황 교서 및 회칙에서 결혼과 가정, 국가와 사회 영역에서 중요한 주제를 다루었다.

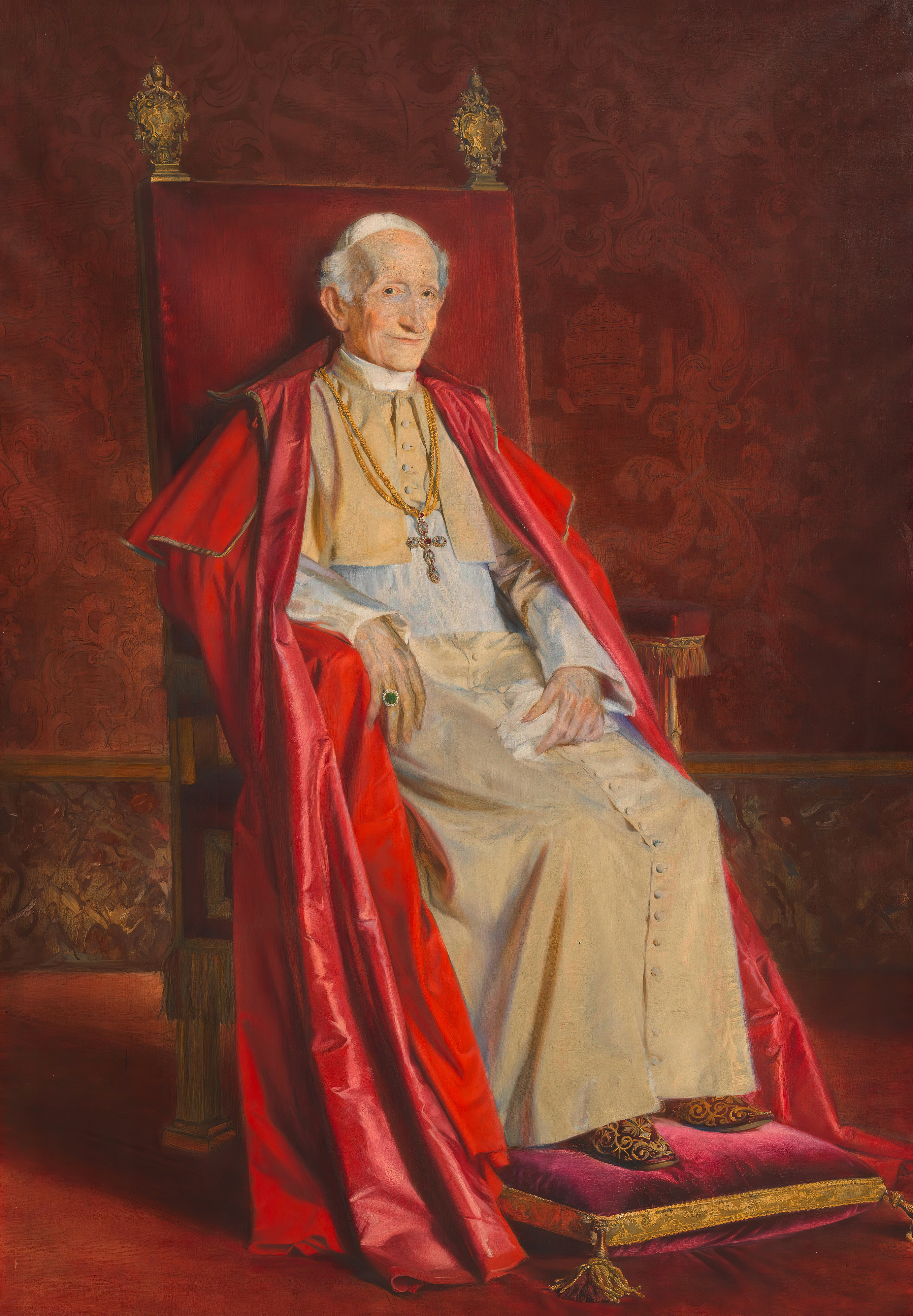
교황 레오 13세

### 토마스주의
레오 13세는 교황의 권위를 위해 ‘보편적 박사(Doctor Communis)’ 내지는 ‘천사적 박사(Doctor Angelicus)’라 불리던 성 토마스 아퀴나스의 신학인 토마스주의를 부흥시켰다. 1879년 8월 4일 레오 13세는 회칙 《영원하신 아버지》(Aeterni Patris)를 공포함으로써 가톨릭교회의 공식적인 철학과 신학 체제로서 토마스주의의 부흥을 도모하였다. 이는 미래의 사제들을 양성하는 교회 신학교에서뿐만 아니라 일반 평신도들이 다니는 대학교에서도 교육의 기준이 되었다.

### 성경
1893년 레오 13세는 회칙 《섭리의 하느님》(Providentissimus Deus)을 통해 신학 공부에 있어서 성경 공부가 매우 중요하다는 입장을 밝혔다. 레오 13세의 후임자인 교황 비오 12세가 50년 후 회칙 《성령의 영감》(Divino Afflante Spiritu)에서 언급했다시피, 레오 13세의 회칙은 성경과 신학의 관계를 정의하는데 매우 중요한 회칙이었다.

### 마리아론
1854년 레오 13세의 전임자인 교황 비오 9세는 성모 마리아가 원죄 없이 잉태되어 태어났다는 내용의 무염시태를 믿을 교리로 반포하였다. 레오 13세는 전례 없이 묵주기도와 관련하여 11개의 회칙을 반포함으로써 묵주기도에 대한 신심을 널리 전파하였다. 이러한 공로로 인하여 그는 ‘묵주기도의 교황’이라고 불리게 되었다. 1883년 레오 13세는 10월을 묵주기도 성월로 정하고 세계 평화와 죄인들의 회개를 위해 묵주기도를 바칠 것을 호소하였다. 또한 성모 호칭 기도에 ‘묵주기도의 모후’를 추가하였다. 그는 묵주기도야말로 참되고 적합한 그리스도인의 기도라고 생각했다. 1883년 9월 1일에 회칙 《최고 사도직》(Supremi Apostolatus Officio)을 발표하였는데, 여기서 그는 묵주기도가 사회악을 물리치는 효과적인 영적 무기라고 선언하였다. 성모 신심과 관련해서는 7개의 회칙을 반포하여 신자들에게 성모 마리아에 대한 신심을 장려하였다.

### 성 요셉 공경
1889년 8월 15일 교황 레오 13세는 회칙 《Quamquam pluries》를 반포하면서 예수의 수양아버지이자 성모 마리아의 남편인 성 요셉을 그리스도인 가장(家長)의 본보기로 선포하면서, 모든 성인 가운데 성모 마리아의 다음가는 자리로 그를 높였다. 회칙에서 그는 “세계의 그리스도의 백성은 성모 마리아와 함께 성 요셉에게도 열렬한 신심과 깊은 신뢰를 가지고 그 중재를 기원하는 습관을 몸에 지니지 않으면 안된다.”고 밝혔다. 또한 “성 요셉은 성모 마리아의 남편이며 예수 그리스도의 수양아버지이므로 가톨릭교회 위에 가장권을 가지고 있다.”면서 “성 요셉이 성가정의 모든 것을 보필하신 것과 같이 가톨릭교회를 보호자로서 가호해 주신다.”고 설명하였다.

### 예수 성심 공경
예수 성심 신심은 하느님이요 인간인 예수의 마음을 공경의 대상으로 삼고 있다. ‘예수의 마음’이란 그리스도의 위격에 근거하고, 그리스도의 위격(말씀의 위격)은 인성과 실체적으로 결합함으로써 결국 예수 성심 신심은 인간적·감각적 사랑, 영적 및 주입된 초자연적 사랑, 말씀의 위격에서 나오는 신적(神的) 사랑, 즉 그리스도의 삼중적(三重的) 사랑을 상징하는 마음을 공경의 대상으로 삼는다.
“예수 성심을 공경하는 것은 그리스도의 교회가 가진 가장 탁월한 신심이다.”라고 말한 레오 13세는 1899년에 예수 성심 축일을 대축일로 승격시키고 비기독교인을 포함한 전 세계의 온 인류를 예수 성심에 봉헌하였다. 그는 회칙 《예수 성심께 대한 인류의 봉헌》(Annum Sacrum)에서 “예수 성심은 교회에 승리의 보증이 된다. 교회 초기에 한 청년 황제(콘스탄티누스 대제를 일컬음)가 하늘에서 십자가를 보고 승리를 얻었듯이, 오늘날 우리 앞에는 거룩하고 신적인 다른 표상이 있다. 그것은 바로 십자가를 지니고 불꽃 가운데서 빛나는 지극히 거룩한 예수님의 심장이다. 우리의 모든 희망을 거기에 두고 인류의 구원을 거기에서 찾자.”고 고무적인 태도를 표명했다.

### 성 미카엘 대천사
교황 레오 13세는 초자연적인 특별한 체험을 했다고 전해진다. 1884년 10월 13일에 일어난 그 일에 대해 일반적인 인정을 받은 글에 의하면, 바티칸의 개인 경당에서 미사를 봉헌한 교황이 미사 봉헌을 마친 후 십여분 동안 제대 아래 멎어 있었다는 것이다. 그는 창백해진 얼굴로, 일종의 탈혼상태에 잠겨 있는 것 같았는데, 그 직후 집무실로 가서 성 미카엘 대천사에게 바치는 기도문을 작성했다. 그리고 세상 어디서든지 평미사를 봉헌한 후에는 반드시 그 기도를 바치도록 명했다. 이 기도는 제2차 바티칸 공의회(1962-1965) 이전까지 널리 전파되었다.
교황은 나중에 가서 그의 측근들에게 그날 무슨 일이 있었는지를 토로했다. 그의 증언에 따르면, 미사를 마치고 제대 아래에 서자, 사탄이 특유의 거친 목소리로 거드름을 피우면서, 자신이 교회를 파괴할 수 있지만 더 많은 시간과 힘이 필요하기에, 약 75년 내지 100년의 기간을 하느님에게 청했고 허락을 받았다고 했다는 것이다.
그러나 그러한 허락을 받은 악마와 그의 인간 앞잡이들을 무찌르기 위해서 충실한 신자들에게도 더욱 큰 능력이 주어졌으니, 이에 대해 깊이 깨달은 교황 레오 13세는 주어진 기간 동안 악마가 자신의 목적을 달성하지 못하면 압도적인 참패의 굴욕을 겪을 것이라고 했다. 그래서 성 미카엘 대천사를 사탄과 그의 부하들과 맞서 싸우는 ‘천상 군대의 영도자’라고 칭하며 성 미카엘 대천사에게 바치는 기도를 작성했다는 것이다.

### 사회 분야

#### 교회와 국가
교황 레오 13세는 교회와 현대 사회 간의 소통을 위하여 노력하였다. 하지만 그는 사상의 자유에 대해서는 조심해야 한다는 견해를 밝히며 이에 대한 경계를 늦추지 않았다. 즉 그는 무조건적인 사상의 자유 혹은 의사표현의 자유, 무조건적인 집필의 자유나 신앙의 자유를 요구 내지는 옹호한다든가 또는 용납하는 행위는 심각한 불법 행위라고 밝혔다. 즉 이러한 자유에 대한 거의 무절제에 가까운 요구들이 원래부터 인류에게 주어진 권리인양 당연시 하는 생각을 경계했던 것이다.
레오 13세는 교회와 국가 그리고 예식의 자유를 분리하려고 하는 탈종교화된 국가 형태를 배격하였다. 왜냐하면 그 당시에 교회와 국가, 그리고 신앙의 자유를 분리한다는 것은 종교적 무분별주의, 그리고 더 나아가 인간은 하느님으로부터 자유롭다고 하는 명제에 토대를 두고 있기 때문이었다.
이에 대하여 레오 13세는 국가법 차원에서 국교가 정해져 있어야 한다는 기존의 전통적 입장을 재천명하였다. 그의 칙서들은 교회와 국가 사이에 권위와 고유한 일치의 기원은 신적인 것임을 재확인하였다. 더구나 교회는 어떤 정부와도 적대하지 않는다는 입장을 분명히 하였다. 특히 레오 13세는 공동선의 관점에서 현존하는 제도를 수용하고 정치에 참여하며 출판의 자유로운 제도를 이용하여 교회의 유익을 위해 신자들이 정치에 자유롭게 참여하도록 촉구하였다.

#### 새로운 사태
1891년 교황 레오 13세는 《새로운 사태》(Rerum Novarum)라는 제목의 회칙을 내렸다. 《새로운 사태》는 당대의 사회문제에 대한 포괄적인 견해를 제시한 최초의 교황 문헌이다. 교황은 당시 유행하던 사회주의의 환상과 함께 자본주의의 문제점 역시 강력히 비판하였다.
18세기 이후 산업화가 빠르게 진행되면서 새로운 기술이 발전하고 노사관계에도 큰 변화가 생긴다. 극소수가 막대한 부를 소유하고 대다수는 빈곤에서 허덕이는 부(富)의 양극화는 당시에도 골치 아픈 사회문제였다. 이런 상황에서 《새로운 사태》는 교회가 노동자들을 착취하는 계급의 동맹이 아니며, 노동자들의 정당한 임금과 노동조합을 결성할 권리보장 등 노동자의 적법한 요구를 지지한다고 언명했다. 《새로운 사태》가 ‘노동헌장’으로 불리기도 하는 이유다.
《새로운 사태》는 노동자 문제에 대한 언급에 앞서 먼저 두 가지를 인정해야 한다고 강조한다. 사유재산권은 인간의 기본권이며 천부적인 권리라는 점, 그리고 사회적 불평등을 완전히 제거하는 것은 인간의 힘으로는 불가능하다는 점이다. 《새로운 사태》는 이어 자본가와 고용주가 지켜야 할 의무들을 제시하였다. 가장 중요한 의무는 노동자에게 정당한 임금을 주는 것이다. 노동자와 고용주가 양자 합의로 계약을 체결하고 임금을 결정하더라도 기본적인 정의(正義)는 항상 반영돼야 한다. 임금은 노동자가 검소한 생활, 최소한의 안락한 생활을 유지하는 데에 부족해서는 안 된다는 것이다.
《새로운 사태》는 특히 분배 정의가 중요하다고 강조한다. 부유한 계층이 자기 생활에 필수적인 것과 신분 유지에 필요한 것 이외의 나머지 재화와 소유를 궁핍한 사람들에게 나누어주는 것은 마땅한 의무라는 것이다. 또한 국가 통치자의 가장 중요한 의무는 분배 정의를 엄격하고 공정하게 준수해 모든 계층의 시민들을 공평하게 보살펴주는 일이라고 했다. 이후 사회교리를 통해 가톨릭교회는 사회 불의, 가난과 빈부격차, 인권 침해와 차별, 폭력과 전쟁 등으로부터 인간의 존엄성을 수호하는 예언직을 본격적으로 수행하게 된다.

## 죽음

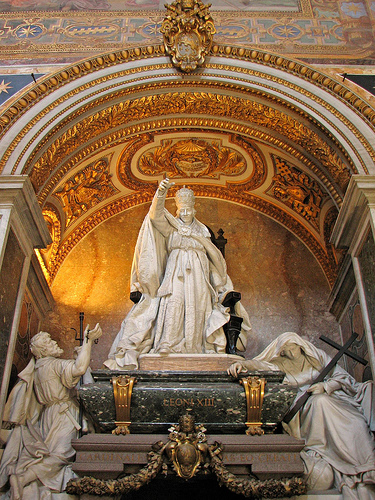
교황 레오 13세의 무덤

레오 13세는 19세기에 태어난 최초의 교황인 동시에 20세기에 선종한 최초의 교황이다. 그는 역사상 가장 오래 산 교황으로서 93세에 선종하였다. 선종했을 당시 레오 13세는 그의 전임자인 비오 9세에 이어 세 번째로 재위기간이 긴 교황으로 기록되었다. 레오 13세의 유해는 역대 교황 대부분이 안장된 성 베드로 대성전에 안장되지 않았으며, 산 조반니 인 라테라노 대성전에 안장되었다. 산 조반니 인 라테라노 대성전은 로마 주교로서의 교황의 주교좌 성당이다.

## 같이 보기
- 교황 목록